# Вечнозелёные леса Тайхейо

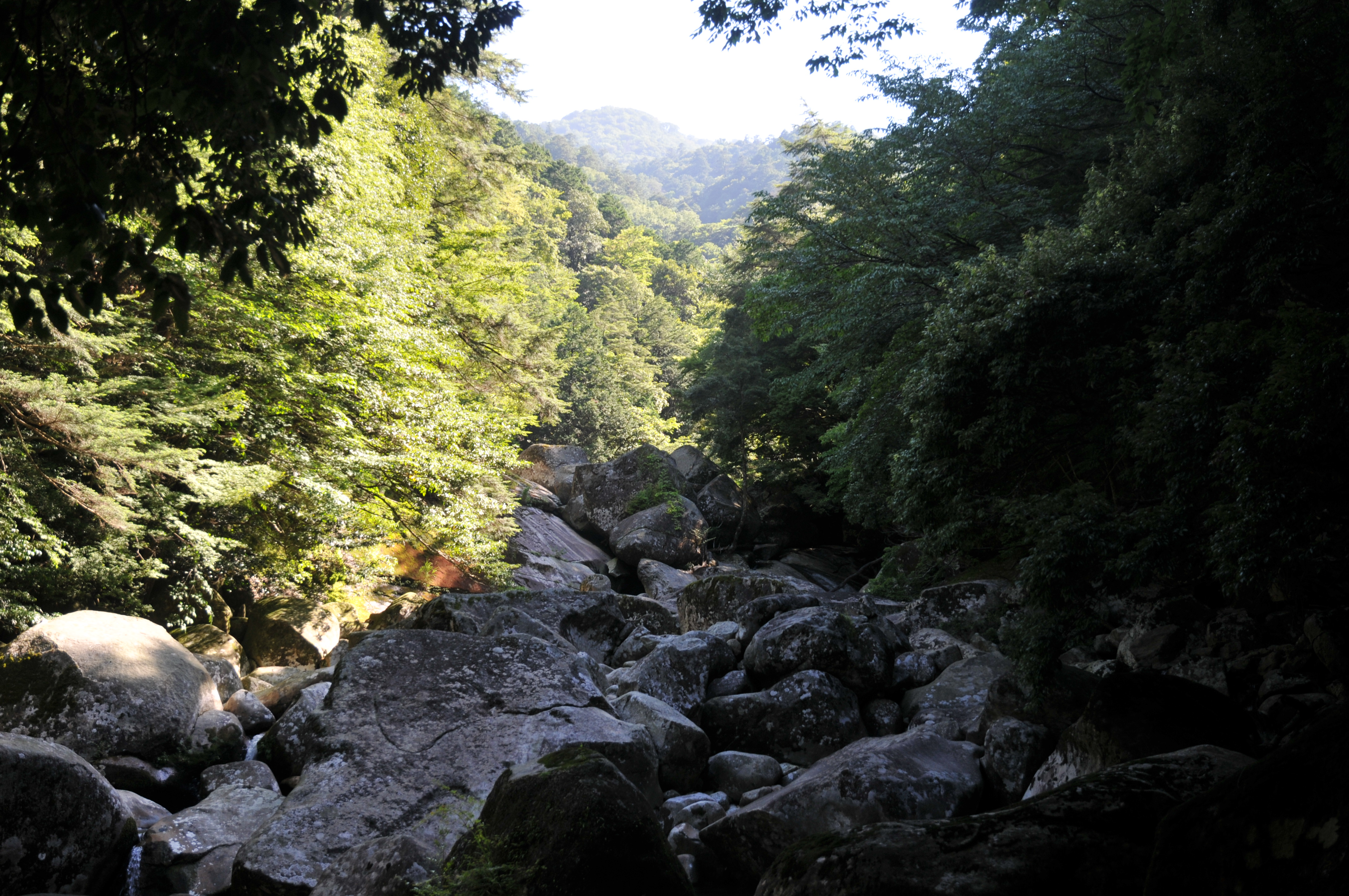
В ущелье Наметоко (2009)

Вечнозелёные леса Тайхейо — экорегион вечнозелёных широколиственных лесов в умеренном поясе Японии.

## География
Экорегион занимает площадь в 138300 км² (53400 кв. миль) на тихоокеанской (яп. Тайхейо) стороне островов Хонсю, Сикоку и Кюсю. Кроме того, он включает остров Цусима в Корейском проливе между Кюсю и Корейским полуостровом, а также вулканические острова Идзу у южного побережья Хонсю.
В пределах экорегиона расположены крупнейшие города Японии, в частности, Токио, Иокогама, Осака и Нагоя.

## Климат
В Тайхейо господствует влажный субтропический климат. Благодаря Японскому течению, зимы здесь мягкие, а весна и лето — продолжительные, что, вкупе с обилием осадков, питает вечнозелёные широколиственные леса.

## Флора
Лавровые леса росли у побережья, а дубовые преимущественно в удалении от берега. На возвышенностях вечнозеленые леса Тайхейо уступили место горным листопадным лесам.
В лесах встречаются растения, свойственные как умеренному, так и тропическому поясам Азии. К последним принадлежат два вида хвойных рода Podocarpus, пихта крепкая, два вида рода Pittosporum, фатсия японская, несколько видов семейства Лавровые и саговник Cycas revoluta. Ближе к побережью, часто встречается сосна Тунберга. К породам умеренного пояса относятся виды рода Castanopsis и ряд вечнозелёных дубов.

## Фауна
К коренным видам млекопитающих принадлежат пятнистый олень
и японский макак. Среди птиц к таковым относятся питта-нимфа и японская выпь.
Из земноводных к эндемикам региона причисляют углозуба Буланже.

## Угрозы окружающей среде и природоохранные мероприятия
Бо́льшая часть лесов была сведена для нужд городов и сельского хозяйства. Остатки первоначального массива сохраняются вокруг храмов,  на крутых склонах и в ущельях. Вторичные леса, называемые сатояма, можно встретить на возвышенностях, граничащих с фермерскими угодьями.